# Ја могу све
Ја могу све је српски музички талент шоу, који је почео да се приказује од 1. новембра 2015. на Радио-телевизији Србије.

## Ток емисије
Посебност овог шоу програма јесте то што ће свој таленат и емоције показивати деца узраста од 6 до 14 година и старији од 55 година. На сцени ће бити певачи, плесачи, виолинисти, бубњари, хорови... Свима је заједничка чињеница да за уметнике године заиста нису важне, а све их повезује љубав према музици и плесу.
Девет такмичара, појединаца и група (укупно 50 учесника) оцењује и води жири који чине: Даница Максимовић, Рамбо Амадеус, Жика Николић и Константин Костјуков.
Шоу има и хуманитарни карактер. У свакој емисији жири бира најбољег такмичара, који потом награду од 1.000 евра по сопственом избору даје у хуманитарне сврхе. У последњој емисији такмичења, гледаоци одлучују о победнику чија је награда 20.000 евра.
Овај музичко-сценски шоу водила је Драгана Косјерина, а настао у је у сарадњи РТС-а и продукцијске куће Емоушн.